# Гідроксид рубідію
Гідрокси́д рубі́дію, рубі́дій гідрокси́д — неорганічна сполука ряду гідроксидів складу RbOH. За звичайних умов є біло-сірими кристалами, як активно вбирають вологу з повітря. Проявляє дуже сильні осно́вні властивості.
Застосовується як каталізатор в органічному синтезі, а також у виготовленні низькотемпературних акумуляторів.

## Отримання
Основним методом синтезу гідроксиду рубідію є реакція обміну між гідроксидом барію та солями рубідію (сульфатом або карбонатом):
{\displaystyle \mathrm {Rb_{2}SO_{4}+Ba(OH)_{2}\rightarrow 2RbOH+BaSO_{4}\downarrow } }
Після відокремлення малорозчинного сульфату барію, розчин із гідроксидом повільно нагрівають при 300 °C у платиновій чашці у струмені чистого водню.
Рідше застосовується отримання RbOH електролізом водного розчину хлориду рубідію, аналогічно до методу отримання інших лугів: 
{\displaystyle \mathrm {2RbCl+2H_{2}O\rightarrow 2RbOH+H_{2}\uparrow +Cl_{2}\uparrow } }
Зазвичай електроліз проводить із використанням ртутного катода, на якому іони рубідію утворюють рідкі амальгами:
{\displaystyle \mathrm {RbCl\rightleftarrows Rb^{+}+Cl^{-}} }
{\displaystyle \mathrm {Rb^{+}+e^{-}+Hg_{n}\rightarrow RbHg_{n}} }
Амальгами виділяються з реакційної системи та переводяться в іншу, де відбувається розкладання їх водою з утворенням гідроксиду рубідію:
{\displaystyle \mathrm {2RbHg_{n}+2H_{2}O\rightarrow 2RbOH+H_{2}\uparrow +2Hg_{n}} }
За цим методом утворюється розчин RbOH концентрацією близько 50% та практично чистий від забруднюючих домішок (хлору, хлориду рубідію). Подальше концентрування розчину відбувається шляхом упарювання у вакуумі за високої температури.
Особливо чистий гідроксид рубідію отримують дією води на металевий рубідій в інертному середовищі:
{\displaystyle \mathrm {2Rb+2H_{2}O\rightarrow 2RbOH+H_{2}\uparrow } }

## Хімічні властивості
Гідроксид рубідію добре дисоціює у воді:
{\displaystyle \mathrm {RbOH\rightleftarrows Rb^{+}+OH^{-}} }
При поглинанні вологи з повітря утворює гідрати різного складу, які розкладаються при нагріванні:
{\displaystyle \mathrm {RbOH\cdot 2H_{2}O{\xrightarrow {47-54^{o}C,vacuum}}RbOH\cdot H_{2}O+H_{2}O} }
{\displaystyle \mathrm {RbOH\cdot H_{2}O{\xrightarrow {300^{o}C,[H_{2}]}}RbOH+H_{2}O} }
Він проявляє сильні лужні властивості, активно реагуючи із кислотами і кислотними оксидами:
{\displaystyle \mathrm {RbOH+HCl\rightarrow RbCl+H_{2}O} }
{\displaystyle \mathrm {2RbOH+H_{2}SO_{4}\rightarrow Rb_{2}SO_{4}+2H_{2}O} }
{\displaystyle \mathrm {2RbOH_{(conc.)}+CO_{2}\rightarrow Rb_{2}CO_{3}+H_{2}O} }
При окисненні гідроксиду рубідію киснем та озоном утворюються супероксид та озонід рубідію відповідно:
{\displaystyle \mathrm {4RbOH_{(liq.)}+3O_{2}{\xrightarrow {450^{o}C}}4RbO_{2}+2H_{2}O} }
{\displaystyle \mathrm {4RbOH+4O_{3}{\xrightarrow {20^{o}C}}4RbO_{3}+O_{2}+2H_{2}O} }

## Заходи безпеки
Реакції розчинення рубідію та гідроксиду рубідію у воді відбуваються із виділенням великої кількості тепла, що може призвести до перегрівання та вибуху.
Гідроксид рубідію є токсичною речовиною, при контакті зі шкірою спричинює появу серйозних опіків. 

## Застосування
Гідроксид рубідію є прекурсором для отримання інших сполук рубідію. Використовується у виготовленні низькотемпературних акумуляторів, а також як каталізатор в органічному синтезі.